# Thomas Griffiths (Geistlicher)
Thomas Griffiths (* 2. Juni 1791 in Southwark, London; † 12. August 1847 in Golden Square, London) war ein englischer römisch-katholischer Geistlicher.

## Leben
Im Juli 1814 wurde er im St. Edmunds College, Ware, Hertfordshire zum Priester geweiht. Am 30. Juli 1833 wurde er zum Koadjutor-Apostolischen Vikar des London Districts und Titularbischof von Oleana ernannt. Seine Weihe zum Bischof erfolgte am 28. Oktober 1833 im St. Edmunds College durch James Yorke Bramston, den Apostolischer Vikars des London Districts, unter Assistenz von Thomas Penswick, dem Apostolischen Vikar des Northern District, und Thomas Walsh, dem Apostolischen Vikar des Midland Districts. Am 11. Juli 1836 folgte er nach dem Tod von Bramston als Apostolischer Vikar nach.
Nach seinem Tod wurde er in St. Mary Moorfields bestattet und später in das St. Edmunds College umgebettet.